# Fly-over

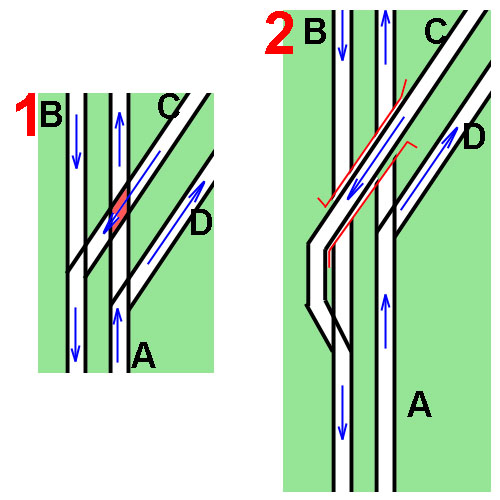
Gewone kruising (links) en fly-over (rechts)

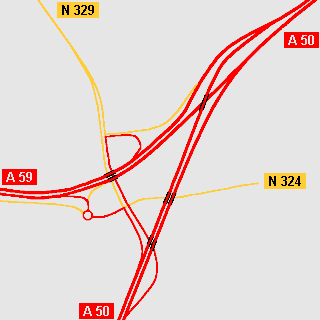
Knooppunt Paalgraven is een splitsing met fly-over (boven) en drie viaducten voor kruisende N-wegen en opritten

Een fly-over is een viaduct voor (weg-/spoor-)verkeer met als doel het conflictvrij maken van twee (of meer) conflicterende rijrichtingen. Deze wordt meestal toegepast bij een knooppunt of aansluiting waar het zorgt voor een betere doorstroming. Het is een kunstwerk en onderdeel van de infrastructuur. Een typisch kenmerk van een fly-over zijn de T-vormige tussensteunpunten.
In situatie 1 zouden rijbanen A en C een zogenaamd 'conflict' krijgen. Op een snelweg zouden er verkeerslichten geplaatst moeten worden, op een spoorlijn zou een baanvak beveiligd moeten worden voor treinen uit een tegengestelde richting.
Om dit conflict te voorkomen (situatie 2), wordt een viaduct voor één rijrichting (C) gebouwd over de rijbaan in de tegengestelde rijrichting (A). Vaak gaat C ook over B heen; dit heeft praktische redenen zoals afdalen (rijbanen B en C moeten immers gelijke hoogte hebben voordat ze kunnen invoegen) en ruimte (tussen rijbanen A en B is meestal slechts beperkte ruimte beschikbaar).
Ook bij meer complexe knooppunten worden fly-overs gebruikt.